# Sandrine Bisson
Pour les articles homonymes, voir Bisson.
Sandrine Bisson (née 22 juin 1975 à Québec) est une actrice québécoise.

## Biographie
Née à Québec en 1975, Sandrine Bisson fait ses études à l'École nationale de théâtre du Canada en 1999. En 2010, elle obtient le Jutra du meilleur rôle de soutien féminin pour le film 1981. Elle reçoit deux nominations du même titre en 2012 pour La Peur de l'eau ainsi qu'en 2015 pour le film 1987 de Ricardo Trogi.

## Filmographie

### Cinéma
- 2000 : Hochelaga : serveuse
- 2000 : Méchant party : prostituée junkie
- 2002 : Le Nèg' : Samantha
- 2003 : Gaz Bar Blues : guichetière
- 2005 : Le Survenant : Yéniche
- 2006 : Duo : Mochika Full Vide
- 2008 : Borderline de Lyne Charlebois : fille DASA #2
- 2009 : 1981  de Ricardo Trogi : Claudette Trogi, la mère de Ricardo
- 2011 : Coteau rouge d'André Forcier : Gabrielle
- 2012 : La Peur de l'eau : Majella Bourgeois
- 2013 : La Maison du pêcheur d'Alain Chartrand
- 2013 : Discopathe de Renaud Gauthier : Mireille Gervais
- 2014 : 1987  de Ricardo Trogi : Claudette Trogi, la mère de Ricardo
- 2015 : Anna de Charles-Olivier Michaud : agente Simard
- 2015 : Ego Trip : Josée
- 2017 : Marguerite : Rachel
- 2018 : 1991 : Claudette Trogi, la mère de Ricardo
- 2022 : Confessions :
- 2023 : Les Hommes de ma mère d'Anik Jean : Michou
- 2024 : Le petit panier à roulettes de Laurence Ly : Sophie, la caissière
- 2024 : 1995 : Claudette Trogi, la mère de Ricardo

### Télévision
- 2005 - 2006 : Le Négociateur : Sonia Lupien
- 2010 - 2011 : Prozac : Marie
- 2014 : Les Beaux Malaises (saison 1, épisode 8) : la voisine de Marcel
- 2015 : Yamaska : Katia
- 2015 : Écrivain public : Jojo
- 2015 : Le Berceau des anges : Sarah Weiman
- 2017 : L'Imposteur : Annick Devost
- 2017-2019 : Le Chalet : Odette
- 2018 : Fragile
- 2019 : Épidémie : infirmière au triage
- 2019 : Léo (saison 2) : Chantale
- 2021 : Virage : Geneviève Even
- 2022 : Le Temps des framboises : Élisabeth Daveluy
- 2022 : Le Bonheur : Mélanie

## Au théâtre
- Romance et karaoké
- Tête première
- Avec Norm
- Bonbons Assortis
- Le Menteur
- Titanica
- Road, ce soir on improvise
- 2014 : La Beauté du monde
- 2015 : Cuisiner avec Elvis
- 2017 : Le Déclin de l'empire américain
- 2019 : Le Terrier

## Récompenses et nominations

### Prix
- Jutra 2010, meilleure actrice de soutien pour son rôle dans 1981

### Nominations
- Prix Gémeaux 2007, meilleur rôle de soutien féminin : dramatique pour son rôle dans Le Négociateur
- Jutra 2012, meilleure actrice de soutien pour son rôle dans La Peur de l'eau
- Prix Gémeaux 2015, meilleur rôle de soutien féminin : série dramatique saisonnière[1]
- Jutra 2015, meilleure actrice de soutien Claudette Trogi dans 1987
- Prix Gémeaux 2016, meilleure interprétation féminine pour une émission ou série originale produite pour les médias numériques : fiction : Jojo dans Écrivain public  « Un café avec Jojo »[2]